# Sara Gross
Pour les articles homonymes, voir Gross.
Sara Gross née le 26 mars 1976 à Sarnia au Canada est une triathlète professionnelle concourant sous la nationalité britannique, vainqueur sur compétition Ironman et championne d'Europe de triathlon longue distance.

## Palmares
Le tableau présente les résultats les plus significatifs (podium) obtenus sur le circuit national et international de triathlon et de duathlon depuis 2003,.
| Année | Compétition                                        | Pays                | Position           | Temps           | Nationalité sportive |
| ----- | -------------------------------------------------- | ------------------- | ------------------ | --------------- | -------------------- |
| 2014  | Ironman Mont-Tremblant                             | Canada              | Médaille d'or      | 9 h 40 min 26 s |                      |
| 2014  | Ironman Brésil                                     | Brésil              | Médaille d'or      | 8 h 56 min 35 s |                      |
| 2013  | Ironman Brésil                                     | Brésil              | Médaille d'argent  | 9 h 8 min 37 s  |                      |
| 2012  | Ironman 70.3 St. Croix                             | États-Unis          | Médaille de bronze | 4 h 46 min 43 s |                      |
| 2011  | Ironman 70.3 Calgary                               | Canada              | Médaille d'argent  | 4 h 34 min 27 s |                      |
| 2007  | Ironman Canada                                     | Canada              | Médaille d'argent  | 10 h 42 min 8 s |                      |
| 2006  | Ironman Western Australia                          | Australie           | Médaille d'argent  | 9 h 15 min 34 s |                      |
| 2005  | Championnats d'Europe de triathlon longue distance | Suède               | Médaille d'or      | 6 h 40 min 49 s |                      |
| 2005  | Ironman Afrique du Sud                             | Afrique du Sud      | Médaille de bronze | 9 h 51 min 8 s  |                      |
| 2005  | Triathlon de Gérardmer XL                          | France              | Médaille d'argent  | Timing          |                      |
| 2004  | Championnats d'Écosse de duathlon                  | Écosse              | Médaille d'or      | Timing          |                      |
| 2003  | Abu Dhabi International Triathlon                  | Émirats arabes unis | Médaille d'argent  | Timing          |                      |